# امیر هاشمی‌مقدم
امیر هاشمی (انگلیسی: Amir Hashemi؛ زاده ۳ ژوئن ۱۹۶۶) یک بازیکن فوتبال اهل ایران است. وی از بازیکنان بسیار موثر در تیم رویایی  نیمه دوم دهه شصت و نیمه اول دهه هفتاد استقلال بود که دو بار به فینال جام باشگاه های آسیا رسید که در اولین بار آن  در سال 1370 در بنگلادش  با غلبه بر نماینده چین به دومین قهرمانی آسیایی خود  دست یافت . 
وی همچنین در تیم ملی فوتبال ایران بازی کرده است.هاشمی مقدم در سال های بعد از بازیگری به مربیگری پرداخت و سپس بعد از مهاجرت به کشور انگلستان در کنار مربیگری به عنوان مدیر برنامه های برخی بازیکنان ایرانی ( مهمترین آنها علیرضا جهانبخش) به فعالیت خود ادامه می دهد.